# Grand Prix automobile d'Australie 2025
GP précédent GP suivant
Le Grand Prix automobile d'Australie 2025 (Formula 1 Louis Vuitton Australia Grand Prix 2025), disputé le 16 mars 2025 sur le circuit de l'Albert Park, est la 1126e épreuve du championnat du monde de Formule 1 courue depuis 1950. Il s'agit de la 38e édition du Grand Prix d'Australie comptant pour le championnat du monde de Formule 1, de la 28e édition disputée à Melbourne, et de la première manche du championnat 2025. Le Grand Prix d'Australie à Melbourne retrouve la position de manche d'ouverture perdue à la suite des annulations dues à la pandémie de Covid-19.
Lando Norris commence la saison comme il a terminé la précédente, en pole position (la dixième de sa carrière), en devançant son coéquipier Oscar Piastri de 84 millièmes de seconde. Les McLaren MCL39 verrouillent la première ligne et relèguent Max Verstappen à près de quatre dixièmes de seconde ; il est accompagné en deuxième ligne par George Russell ; suivent deux pilotes inattendus à ce rang de départ, Yuki Tsunoda, cinquième au volant de sa Racing Bulls VCARB 02 puis Alexander Albon et sa Williams FW47. Les pilotes Ferrari ne font pas mieux que la quatrième ligne avec Charles Leclerc devant Lewis Hamilton, huitième. La cinquième ligne est composée de Pierre Gasly et Carlos Sainz, dixième pour sa première course chez Williams. Le meilleur des rookies, Isack Hadjar, se qualifie onzième.
Pole position, meilleur tour en course, et cinquième victoire de sa carrière : Lando Norris commence la saison par un hat trick, triomphant de la concurrence et d'une météo capricieuse pour s'imposer devant Max Verstappen et  George Russell. Durant les cinquante-sept tours de course, sur trajectoire sèche ou sous le déluge, pratiquement tous les pilotes partent à la faute, sans conséquence pour le vainqueur, rédhibitoire pour son coéquipier et éliminatoire pour six d'entre-eux, dont Isack Hadjar dès le tour de formation.  
Le départ est donné sur une piste mouillée avec tous les pilotes chaussés de pneus intermédiaires ; il faut recommencer la procédure après le crash de Hadjar. À peine le départ donné, Max Verstappen bondit devant Oscar Piastri, Jack Doohan tape le mur à un bout du circuit tandis qu'à l'autre bout, alors que la voiture de sécurité est déjà sortie, Carlos Sainz fracasse sa Williams. Les monoplaces sont lancées à pleine allure au huitième tour. Au bout de dix-sept boucles, Verstappen fait un tout droit et le régional de l'étape reprend la deuxième place. Dès lors, les MCL39 s'échappent ; elles comptent plus de quinze secondes d'avance sur la Red Bull du Néerlandais quand, au trente-quatrième tour, Fernando Alonso part en tête-à-queue à la sortie du virage no 6 et envoie son Aston Martin dans le mur. La voiture de sécurité sortant à nouveau, tous en profitent pour plonger dans la voie de stands et chausser des pneus lisses, la trajectoire s'étant asséchée. Revenus en piste, ils apprennent le retour prochain de la pluie. La relance, bien gérée par Norris et Piastri, a lieu au quarante-deuxième tour mais, deux boucles plus tard, c'est le déluge. Tour à tour, dans le virage no 12, les pilotes McLaren perdent l'arrière de leur monoplace. Si Norris parvient ramener la sienne en piste et rentre au stand dans la foulée, Piastri se retrouve longtemps piégé dans le gazon et repart en queue de peloton. Verstappen rentre lui aussi au stand tandis que ces péripéties voient émerger Lewis Hamilton en tête, devant Charles Leclerc. Le pari de Ferrari de laisser ses pilotes en pneus lisses sous l'averse s'avère toutefois perdant. Les accidents de Gabriel Bortoleto puis de Liam Lawson provoquent à nouveau le retour de la voiture de sécurité. Hamilton et Leclerc rentrent au stand un tour trop tard et ressortent à la limite de la zone des points.
En fin de course, Norris résiste au retour de Verstappen, tandis que ceux qui n'ont pas commis de grosse erreur arrivent dans la zone des gros points : Russell monte sur le podium, suivi d'Andrea Kimi Antonelli, quatrième dès son premier Grand Prix, remonté du seizième rang sur la grille. Derrière, Albon, cinquième, Lance Stroll puis Nico Hülkenberg font parler leur science de la course dans ces conditions piégeuses, Leclerc termine huitième et Oscar Piastri, revenu du diable vauvert, subtilise la neuvième place à Lewis Hamilton dans le dernier tour ; le septuple champion du monde commence sa carrière chez Ferrari avec un point.
Lando Norris est le premier leader du championnat pilotes, dans un classement qui est le reflet de l'ordre d'arrivée des dix premiers. Avec leurs quatre pilotes dans les points, McLaren prend la tête du classement (27 points) devant Mercedes à égalité de points. Red Bull, troisième (18 points), précède Williams (10 points), Aston Martin (8 points), Kick Sauber (5 points) et Ferrari (4 points). Alpine, Haas et Racing Bulls n'ont pas marqué.

## Contexte avant la course
Melbourne reprend sa place de manche inaugurale du championnat, celle-ci ayant eu lieu à Bahreïn de 2021 à 2024.

## Pneus disponibles
| Pneus pour piste sèche | Pneus pour piste sèche | Pneus pour piste sèche | Pneus pluie    | Pneus pluie |
| ---------------------- | ---------------------- | ---------------------- | -------------- | ----------- |
| Durs (Type C3)         | Medium (Type C4)       | Tendres (Type C5)      | Intermédiaires | Pluie       |

## Essais libres

### Première séance, le vendredi de 12 h 30 à 13 h 30
| Pos. | Pilote          | Voiture             | Chrono         | Écart     |
| ---- | --------------- | ------------------- | -------------- | --------- |
| 1    | Lando Norris    | McLaren-Mercedes    | 1 min 17 s 252 |           |
| 2    | Carlos Sainz    | Williams-Mercedes   | 1 min 17 s 401 | + 0 s 149 |
| 3    | Charles Leclerc | Ferrari             | 1 min 17 s 461 | + 0 s 209 |
| 4    | Oscar Piastri   | McLaren-Mercedes    | 1 min 17 s 670 | + 0 s 418 |
| 5    | Max Verstappen  | Red Bull-Honda RBPT | 1 min 17 s 696 | + 0 s 444 |
| 6    | Alexander Albon | Williams-Mercedes   | 1 min 17 s 713 | + 0 s 461 |

- La séance est interrompue au drapeau rouge après une vingtaine de minutes à cause de la présence de nombreux graviers sur la piste dans l'enchaînement des virages no 6 et 7 ; le nettoyage terminé, la séance reprend pour un peu plus d'une demi-heure. Un second drapeau rouge est déployé après qu'Oliver Bearman est sorti trop large dans les graviers dans le rapide virage no 10, tapant violemment le mur. Si le Britannique sort seul de sa monoplace, celle-ci est, en revanche, fortement endommagée. La session est relancée à onze minutes du terme, une fois la Haas évacuée et la piste nettoyée[5],[6].

### Deuxième séance, le vendredi de 16 h à 17 h
| Pos. | Pilote          | Voiture                 | Chrono         | Écart     |
| ---- | --------------- | ----------------------- | -------------- | --------- |
| 1    | Charles Leclerc | Ferrari                 | 1 min 16 s 439 |           |
| 2    | Oscar Piastri   | McLaren-Mercedes        | 1 min 16 s 563 | + 0 s 124 |
| 3    | Lando Norris    | McLaren-Mercedes        | 1 min 16 s 580 | + 0 s 141 |
| 4    | Yuki Tsunoda    | Racing Bulls-Honda RBPT | 1 min 16 s 784 | + 0 s 345 |
| 5    | Lewis Hamilton  | Ferrari                 | 1 min 16 s 859 | + 0 s 420 |
| 6    | Isack Hadjar    | Racing Bulls-Honda RBPT | 1 min 17 s 19  | + 0 s 580 |

- Oliver Bearman ne prend finalement pas part aux essais. Si son écurie pensait pouvoir réparer sa Haas VF-25, endommagée lors des EL1 avant le lancement de la seconde session, celle-ci est finalement restée entre les mains des mécaniciens durant l'intégralité de la séance[8],[9].

### Troisième séance, le samedi de 12 h 30 à 13 h 30
| Pos. | Pilote                | Voiture             | Chrono         | Écart     |
| ---- | --------------------- | ------------------- | -------------- | --------- |
| 1    | Oscar Piastri         | McLaren-Mercedes    | 1 min 15 s 921 |           |
| 2    | George Russell        | Mercedes            | 1 min 15 s 960 | + 0 s 039 |
| 3    | Max Verstappen        | Red Bull-Honda RBPT | 1 min 16 s 002 | + 0 s 081 |
| 4    | Charles Leclerc       | Ferrari             | 1 min 16 s 188 | + 0 s 267 |
| 5    | Andrea Kimi Antonelli | Mercedes            | 1 min 16 s 206 | + 0 s 285 |
| 6    | Carlos Sainz          | Williams-Mercedes   | 1 min 16 s 252 | + 0 s 331 |

## Séance de qualifications

### Résultats des qualifications
| Pos. | Pilote                | Écurie                  | Qualifications 1 | Qualifications 2 | Qualifications 3 |
| --- | --------------------- | ----------------------- | ---------------- | ---------------- | ---------------- |
| 1 | Lando Norris          | McLaren-Mercedes        | 1 min 15 s 912   | 1 min 15 s 415   | 1 min 15 s 096   |
| 2 | Oscar Piastri         | McLaren-Mercedes        | 1 min 16 s 062   | 1 min 15 s 468   | 1 min 15 s 180   |
| 3 | Max Verstappen        | Red Bull-Honda RBPT     | 1 min 16 s 018   | 1 min 15 s 565   | 1 min 15 s 481   |
| 4 | George Russell        | Mercedes                | 1 min 15 s 971   | 1 min 15 s 798   | 1 min 15 s 546   |
| 5 | Yuki Tsunoda          | Racing Bulls-Honda RBPT | 1 min 16 s 225   | 1 min 16 s 009   | 1 min 15 s 670   |
| 6 | Alexander Albon       | Williams-Mercedes       | 1 min 16 s 245   | 1 min 16 s 017   | 1 min 15 s 737   |
| 7 | Charles Leclerc       | Ferrari                 | 1 min 16 s 029   | 1 min 15 s 919   | 1 min 15 s 755   |
| 8 | Lewis Hamilton        | Ferrari                 | 1 min 16 s 213   | 1 min 15 s 919   | 1 min 15 s 973   |
| 9 | Pierre Gasly          | Alpine-Renault          | 1 min 16 s 328   | 1 min 16 s 112   | 1 min 15 s 980   |
| 10 | Carlos Sainz          | Williams-Mercedes       | 1 min 16 s 360   | 1 min 15 s 931   | 1 min 16 s 062   |
| 11 | Isack Hadjar          | Racing Bulls-Honda RBPT | 1 min 16 s 354   | 1 min 16 s 175   |                  |
| 12 | Fernando Alonso       | Aston Martin-Mercedes   | 1 min 16 s 288   | 1 min 16 s 453   |                  |
| 13 | Lance Stroll          | Aston Martin-Mercedes   | 1 min 16 s 369   | 1 min 16 s 483   |                  |
| 14 | Jack Doohan           | Alpine-Renault          | 1 min 16 s 315   | 1 min 16 s 863   |                  |
| 15 | Gabriel Bortoleto     | Kick Sauber-Ferrari     | 1 min 16 s 516   | 1 min 17 s 520   |                  |
| 16 | Andrea Kimi Antonelli | Mercedes                | 1 min 16 s 525   |                  |                  |
| 17 | Nico Hülkenberg       | Kick Sauber-Ferrari     | 1 min 16 s 579   |                  |                  |
| 18 | Liam Lawson           | Red Bull-Honda RBPT     | 1 min 17 s 094   |                  |                  |
| 19 | Esteban Ocon          | Haas-Ferrari            | 1 min 17 s 147   |                  |                  |
| Temps minimal à réaliser pour la qualification : 1 min 21 s 225 (107 % du meilleur temps en Q1 : 1 min 15 s 912) |                       |                         |                  |                  |                  |
| Nq. | Oliver Bearman        | Haas-Ferrari            | Pas de temps     |                  |                  |

### Grille de départ
- Oliver Bearman, initialement non qualifié, est repêché par les commissaires et autorisé à prendre le départ depuis la dernière place de la grille[12].

## Course

### Classement de la course
| Pos. | no | Pilote                | Écurie                  | Tours | Temps/Abandon                      | Grille | Points |
| ---- | -- | --------------------- | ----------------------- | ----- | ---------------------------------- | ------ | ------ |
| 1    | 4  | Lando Norris          | McLaren-Mercedes        | 57    | 1 h 42 min 06 s 304 (176,786 km/h) | 1      | 25     |
| 2    | 1  | Max Verstappen        | Red Bull-Honda RBPT     | 57    | + 0 s 895                          | 3      | 18     |
| 3    | 63 | George Russell        | Mercedes                | 57    | + 8 s 481                          | 4      | 15     |
| 4    | 12 | Andrea Kimi Antonelli | Mercedes                | 57    | + 15 s 135                         | 16     | 12     |
| 5    | 23 | Alexander Albon       | Williams-Mercedes       | 57    | + 12 s 773                         | 6      | 10     |
| 6    | 18 | Lance Stroll          | Aston Martin-Mercedes   | 57    | + 17 s 413                         | 13     | 8      |
| 7    | 27 | Nico Hülkenberg       | Kick Sauber-Ferrari     | 57    | + 18 s 423                         | 17     | 6      |
| 8    | 16 | Charles Leclerc       | Ferrari                 | 57    | + 19 s 826                         | 7      | 4      |
| 9    | 81 | Oscar Piastri         | McLaren-Mercedes        | 57    | + 20 s 448                         | 2      | 2      |
| 10   | 44 | Lewis Hamilton        | Ferrari                 | 57    | + 22 s 473                         | 8      | 1      |
| 11   | 10 | Pierre Gasly          | Alpine-Renault          | 57    | + 26 s 502                         | 9      |        |
| 12   | 22 | Yuki Tsunoda          | Racing Bulls-Honda RBPT | 57    | + 29 s 884                         | 5      |        |
| 13   | 31 | Esteban Ocon          | Haas-Ferrari            | 58    | + 33 s 161                         | 19     |        |
| 14   | 87 | Oliver Bearman        | Haas-Ferrari            | 58    | + 40 s 351                         | 20     |        |
| Abd. | 30 | Liam Lawson           | Red Bull-Honda RBPT     | 46    | Accident                           | 18     |        |
| Abd. | 5  | Gabriel Bortoleto     | Kick Sauber-Ferrari     | 45    | Accident                           | 15     |        |
| Abd. | 14 | Fernando Alonso       | Aston Martin-Mercedes   | 32    | Accident                           | 12     |        |
| Abd. | 55 | Carlos Sainz Jr.      | Williams-Mercedes       | 0     | Accident                           | 10     |        |
| Abd. | 7  | Jack Doohan           | Alpine-Renault          | 0     | Accident                           | 14     |        |
| Np.  | 6  | Isack Hadjar          | Racing Bulls-Honda RBPT |       | Accident lors du tour de formation | 11     |        |

### Pole position et record du tour
- Pole position :  Lando Norris (McLaren-Mercedes) en 1 min 15 s 096 (252,020 km/h)[16].
- Meilleur tour en course :  Lando Norris (McLaren-Mercedes) en 1 min 22 s 167 (231,246 km/h), au quarante-troisième tour[17].

### Tours en tête
- Lando Norris (McLaren-Mercedes) : 54 tours (1-43 / 47-57)[18] ;
- Max Verstappen (Red Bull-Honda RBPT) : 2 tours (44-45)
- Lewis Hamilton (Ferrari) : 1 tour (46).

## Classements généraux à l'issue de la course
| Pos. | Pilote                | Écurie                | Points |
| ---- | --------------------- | --------------------- | ------ |
| 1    | Lando Norris          | McLaren-Mercedes      | 25     |
| 2    | Max Verstappen        | Red Bull-Honda RBPT   | 18     |
| 3    | George Russell        | Mercedes              | 15     |
| 4    | Andrea Kimi Antonelli | Mercedes              | 12     |
| 5    | Alexander Albon       | Williams-Mercedes     | 10     |
| 6    | Lance Stroll          | Aston Martin-Mercedes | 8      |
| 7    | Nico Hülkenberg       | Kick Sauber-Ferrari   | 6      |
| 8    | Charles Leclerc       | Ferrari               | 4      |
| 9    | Oscar Piastri         | McLaren-Mercedes      | 2      |
| 10   | Lewis Hamilton        | Ferrari               | 1      |

| Pos. | Écurie                | Points |
| ---- | --------------------- | ------ |
| 1    | McLaren-Mercedes      | 27     |
| 2    | Mercedes              | 27     |
| 3    | Red Bull-Honda RBPT   | 18     |
| 4    | Williams-Mercedes     | 10     |
| 5    | Aston Martin-Mercedes | 8      |
| 6    | Kick Sauber-Ferrari   | 6      |
| 7    | Ferrari               | 5      |

## Statistiques
Le Grand Prix d'Australie 2025 représente :
- la 10e pole position de Lando Norris[20] ;
- la 5e victoire de Lando Norris[21] ;
- le 2e hat trick de Lando Norris[22] ;
- la 190e victoire de McLaren en tant que constructeur[23] ;
- la 223e victoire de Mercedes en tant que motoriste[24] ;
- le 1er départ en Grand Prix pour Andrea Kimi Antonelli et Gabriel Bortoleto[25],[26].

Lors de ce Grand Prix :
- Andrea Kimi Antonelli inscrit ses 1ers points pour ses débuts dans la discipline[27] ;
- à 18 ans, 6 mois et 19 jours, Andrea Kimi Antonelli devient le deuxième pilote le plus jeune à inscrire des points, derrière Max Verstappen, âgé de 17 ans 5 mois et 29 jours lorsqu'il termine septième du Grand Prix de Malaisie 2015 [28] ;
- Lando Norris mène le championnat du monde pour la première fois de sa carrière[29] ;
- Lando Norris est élu « pilote du jour » à l'issue d'un vote organisé sur le site officiel de la Formule 1[30] ;
- Enrique Bernoldi (28 Grands Prix disputés entre 2001 et 2002 avec Arrows) est nommé conseiller par la FIA pour aider dans leurs jugements le groupe des commissaires de course[31].